# 156 هـ
156 هـ هي سنة في التقويم الهجري امتدت مقابلةً في التقويم الميلادي بين سنتي 772 و773.

## مواليد
- مصعب بن عبد الله الزبيري
- يحيى الغزال
- ابن أعين المصري، فقيه مالكي.

## وفيات
- حمزة الكوفي